# Michael Fox (attore)
Michael Fox (Yonkers, 27 febbraio 1921 – Woodland Hills, 1º giugno 1996) è stato un attore statunitense.
Per il cinema collezionò dal 1952 al 1989 più di 50 partecipazioni mentre per la televisione diede vita a numerosi personaggi in oltre 130 produzioni dal 1954 al 1995. Nel corso della sua carriera fu accreditato anche con il nome Mike Fox.

## Biografia
Michael Fox nacque a Yonkers, nello stato di New York, il 27 febbraio 1921. Per la televisione fu accreditato diverse volte grazie a numerose interpretazioni di personaggi più o meno regolari, tra cui quelle del dottor Hoxie, il medico autoptico, in diversi episodi della serie Perry Mason (1957-1966), del coroner George McLeod in 26 episodi della serie La legge di Burke (1963-1965), del dottor Hastings in due episodi della serie Sotto accusa (1963-1964), di Matthew Cornell in due episodi della serie He & She (1967), del dottor Benson in due episodi della serie Colombo (1972-1973), di Amos Fedders in 16 episodi della serie Falcon Crest (1988-1989), e di Saul Feinberg, sarto tuttofare e braccio destro di Sally Spectra, in diverse puntate della soap Beautiful (1989-1996). Diede altresì vita a numerosi personaggi minori, presenti in un solo episodio, in molte serie televisive collezionando diverse apparizioni come guest star dagli anni cinquanta agli anni novanta.
Per il cinema interpretò, tra gli altri, Ottavio in Gli amori di Cleopatra (1953), Jason ibn Akad in Guerra dei satelliti (1958), il padre di Helga in Frankenstein Junior (1974), Jim Olson in Over the Top (1987)) e il detective Clinton in La legge del mitra (1958). Terminò la carriera televisiva interpretando il rabbino Rosenthal nell'episodio Torah! Torah! Torah! della serie NYPD - New York Police Department che fu mandato in onda il 31 ottobre 1995, mentre per il grande schermo l'ultima interpretazione risale al film Teste rasate (1989), in cui interpreta Saul. Morì a Woodland Hills, in California, il 1º giugno 1996 e fu seppellito al Westwood Memorial Park di Los Angeles.

## Filmografia

### Cinema
- Sangue sotto la luna (Without Warning!) (1952)
- Blackhawk: Fearless Champion of Freedom (1952)
- L'ultimo treno da Bombay (Last Train from Bombay) (1952)
- La tigre sacra (Voodoo Tiger) (1952)
- La spia delle giubbe rosse (The Pathfinder) (1952)
- Il mostro magnetico (The Magnetic Monster), regia di Curt Siodmak e, non accreditato, Herbert L. Strock (1953)
- Il muro di vetro (The Glass Wall) (1953)
- Gli amori di Cleopatra (Serpent of the Nile) (1953)
- Napoletani a Bagdad (Siren of Bagdad) (1953)
- The Lost Planet (1953)
- Il risveglio del dinosauro (The Beast from 20,000 Fathoms) (1953)
- Run for the Hills (1953)
- Sky Commando (1953)
- The Great Adventures of Captain Kidd (1953)
- Gli schiavi di Babilonia (Slaves of Babylon) (1953)
- Killer Ape (1953)
- Esploratori dell'infinito (Riders to the Stars) (1954)
- Sebastopoli o morte (Charge of the Lancers) (1954)
- Il guanto di ferro (The Iron Glove) (1954)
- Attacco alla base spaziale U.S. (Gog) (1954)
- Squadra investigativa (Down Three Dark Streets) (1954)
- Senza scampo (Rogue Cop) (1954)
- Anatomia di un delitto (Naked Alibi) (1954)
- Riding with Buffalo Bill (1954)
- I giustizieri del Kansas (Masterson of Kansas) (1954)
- Il calice d'argento (The Silver Chalice) (1954)
- La conquista dello spazio (Conquest of Space) (1955)
- Adventures of Captain Africa, Mighty Jungle Avenger! (1955)
- Duello di spie (The Scarlet Coat) (1955)
- Il grande coltello (The Big Knife) (1955)
- Mia sorella Evelina (My Sister Eileen) (1955)
- Ladri di automobili (Running Wild) (1955)
- Cha-Cha-Cha Boom! (1956)
- Sì signor generale! (Top Secret Affair) (1957)
- The Girl in the Kremlin (1957)
- The Tijuana Story (1957)
- La strada della rapina (Plunder Road) (1957)
- Baciala per me (Kiss Them for Me) (1957)
- Guerra dei satelliti (War of the Satellites) (1958)
- La legge del mitra (Machine-Gun Kelly) (1958)
- Come svaligiare una banca (A Nice Little Bank That Should Be Robbed) (1958)
- Facciamo l'amore (Let's Make Love) (1960)
- La pelle che scotta (The Interns) (1962)
- Che fine ha fatto Baby Jane? (What Ever Happened to Baby Jane?) (1962)
- The Misadventures of Merlin Jones (1964)
- Tigre in agguato (A Tiger Walks) (1964)
- Squadra d'emergenza (The New Interns) (1964)
- Angel's Flight (1965)
- Billie, regia di Don Weis (1965)
- Quando muore una stella (The Legend of Lylah Clare) (1968)
- The Dunwich Horror (1970)
- Il clan dei Barker (Bloody Mama) (1970)
- Quella sporca ultima meta (The Longest Yard) (1974)
- Frankenstein Junior (Young Frankenstein) (1974)
- Quicksilver - soldi senza fatica (Quicksilver) (1986)
- The Bikini Shop (The Malibu Bikini Shop) (1986)
- Over the Top (1987)
- Teste rasate (Skinheads) (1989)

### Televisione
- Mayor of the Town – serie TV, un episodio (1954)
- I Led 3 Lives – serie TV, 2 episodi (1954-1955)
- Hopalong Cassidy – serie TV, un episodio (1954)
- Mickey Rooney Show (The Mickey Rooney Show) – serie TV, episodio 1x01 (1954)
- The Lone Wolf – serie TV, un episodio (1954)
- Casablanca – serie TV, 2 episodi (1955-1956)
- Scienza e fantasia (Science Fiction Theatre) – serie TV, 7 episodi (1955-1956)
- La mia piccola Margie (My Little Margie) – serie TV, un episodio (1955)
- The Man Behind the Badge – serie TV, un episodio (1955)
- Warner Brothers Presents – serie TV, un episodio (1955)
- Celebrity Playhouse – serie TV, episodio 1x13 (1955)
- The Ford Television Theatre – serie TV, 4 episodi (1956-1957)
- Cavalcade of America – serie TV, un episodio (1956)
- The Man Called X – serie TV, un episodio (1956)
- Perry Mason – serie TV, 25 episodi (1957-1966)
- Dr. Christian – serie TV, un episodio (1957)
- Alfred Hitchcock presenta (Alfred Hitchcock Presents) – serie TV, un episodio (1957)
- Undercurrent – serie TV, un episodio (1957)
- Meet McGraw – serie TV, un episodio (1957)
- L'uomo ombra (The Thin Man) – serie TV, un episodio (1957)
- La pattuglia della strada (Highway Patrol) – serie TV, un episodio (1957)
- Tombstone Territory – serie TV, un episodio (1957)
- Harbor Command – serie TV, episodio 1x22 (1958)
- Adventures of Superman – serie TV, un episodio (1958)
- The Adventures of Jim Bowie – serie TV, un episodio (1958)
- The Walter Winchell File – serie TV, un episodio (1958)
- Alcoa Theatre – serie TV, 2 episodi (1959-1960)
- Richard Diamond (Richard Diamond, Private Detective) – serie TV, 3 episodi (1959-1960)
- The Rifleman – serie TV, 4 episodi (1959-1960)
- Trackdown – serie TV, 3 episodi (1959)
- David Niven Show (The David Niven Show) – serie TV, episodio 1x08 (1959)
- Ricercato vivo o morto (Wanted: Dead or Alive) – serie TV, episodi 1x21-2x06 (1959)
- Man with a Camera – serie TV, un episodio (1959)
- The Grand Jury – serie TV, un episodio (1959)
- Ai confini della realtà (The Twilight Zone) – serie TV, 3 episodi (1960-1964)
- Dennis the Menace – serie TV, un episodio (1960)
- June Allyson Show (The DuPont Show with June Allyson) – serie TV, episodio 1x27 (1960)
- Johnny Ringo – serie TV, un episodio (1960)
- Shotgun Slade – serie TV, un episodio (1960)
- The Clear Horizon – serie TV (1960-1961)
- 87ª squadra (87th Precinct) – serie TV, 4 episodi (1961-1962)
- Gli intoccabili (The Untouchables) – serie TV, 2 episodi (1961-1962)
- The Dick Powell Show – serie TV, 5 episodi (1961-1963)
- Ispettore Dante (Dante) – serie TV, episodio 1x14 (1961)
- Carovana (Stagecoach West) – serie TV, episodio 1x35 (1961)
- Le leggendarie imprese di Wyatt Earp (The Life and Legend of Wyatt Earp) – serie TV, un episodio (1961)
- Miami Undercover – serie TV, un episodio (1961)
- I detectives (The Detectives) – serie TV, episodi 2x25-3x11 (1961)
- Il virginiano (The Virginian) – serie TV, 3 episodi (1962-1969)
- Follow the Sun – serie TV, episodio 1x24 (1962)
- General Electric Theater – serie TV, episodi 10x24-10x25 (1962)
- Corruptors (Target: The Corruptors) – serie TV, episodio 1x30 (1962)
- Empire – serie TV, un episodio (1962)
- Sotto accusa (Arrest and Trial) – serie TV, episodi 1x13-1x27 (1963-1964)
- La legge di Burke (Burke's Law) – serie TV, 26 episodi (1963-1965)
- Gunsmoke – serie TV, 4 episodi (1963-1967)
- I'm Dickens, He's Fenster – serie TV, un episodio (1963)
- Carovane verso il west (Wagon Train) – serie TV, un episodio (1963)
- Breaking Point – serie TV, un episodio (1963)
- Il mio amico marziano (My Favorite Martian) – serie TV, un episodio (1964)
- Gli inafferrabili (The Rogues) – serie TV, episodio 1x14 (1964)
- Honey West – serie TV, 2 episodi (1965-1966)
- La grande vallata (The Big Valley) – serie TV, episodi 1x02-2x11-4x26 (1965-1969)
- The Crisis (Kraft Suspense Theatre) – serie TV, un episodio (1965)
- Lost in Space – serie TV, 2 episodi (1966-1967)
- Batman – serie TV, 3 episodi (1966)
- Squadra speciale anticrimine (The Felony Squad) – serie TV, episodio 1x09 (1966)
- Viaggio in fondo al mare (Voyage to the Bottom of the Sea) – serie TV, un episodio (1966)
- Iron Horse – serie TV, un episodio (1966)
- Missione Impossibile (Mission: Impossible) – serie TV, 2 episodi (1967-1971)
- Ironside – serie TV, 3 episodi (1967-1972)
- Laredo – serie TV, un episodio (1967)
- He & She – serie TV, 2 episodi (1967)
- Al banco della difesa (Judd for the Defense) – serie TV, un episodio (1967)
- The Flying Nun – serie TV, un episodio (1968)
- Selvaggio west (The Wild Wild West) – serie TV, episodio 3x24 (1968)
- La signora e il fantasma (The Ghost & Mrs. Muir) – serie TV, un episodio (1968)
- Now You See It, Now You Don't – film TV (1968)
- Gli eroi di Hogan (Hogan's Heroes) – serie TV, 3 episodi (1969-1970)
- Seven in Darkness – film TV (1969)
- The Governor & J.J. – serie TV, un episodio (1970)
- The Bold Ones: The Senator – serie TV, un episodio (1970)
- Mod Squad, i ragazzi di Greer (The Mod Squad) – serie TV, 2 episodi (1971-1972)
- Doris Day Show (The Doris Day Show) – serie TV, un episodio (1971)
- If Tomorrow Comes – film TV (1971)
- The Partners – serie TV, un episodio (1971)
- Colombo (Columbo) – serie TV, 2 episodi (1972-1973)
- O'Hara, U.S. Treasury – serie TV, un episodio (1972)
- Two for the Money – film TV (1972)
- Temperatures Rising – serie TV, un episodio (1972)
- A tutte le auto della polizia (The Rookies) – serie TV, un episodio (1972)
- I nuovi medici (The Bold Ones: The New Doctors) – serie TV, un episodio (1972)
- The Judge and Jake Wyler – film TV (1972)
- Shaft – serie TV, un episodio (1973)
- Squadra emergenza (Emergency!) – serie TV, un episodio (1973)
- Chase – serie TV, un episodio (1973)
- Lucas Tanner – serie TV, un episodio (1974)
- Kolchak: The Night Stalker – serie TV, un episodio (1974)
- I missili di ottobre (The Missiles of October) – film TV (1974)
- Movin' On – serie TV, un episodio (1975)
- Sulle strade della California (Police Story) – serie TV, un episodio (1975)
- Agenzia Rockford (The Rockford Files) – serie TV, un episodio (1975)
- Collision Course: Truman vs. MacArthur – film TV (1976)
- Gemini Man – miniserie TV, un episodio (1976)
- Il ricco e il povero (Rich Man, Poor Man - Book II) – serie TV, un episodio (1976)
- Charlie's Angels – serie TV, episodio 2x12 (1977)
- Fantasilandia (Fantasy Island) – serie TV, un episodio (1979)
- Quincy (Quincy M.E.) – serie TV, 2 episodi (1980-1981)
- Buck Rogers (Buck Rogers in the 25th Century) – serie TV, un episodio (1981)
- Nashville detective (Concrete Cowboys) – serie TV, un episodio (1981)
- Voyagers! – serie TV, un episodio (1982)
- Dempsey – film TV (1983)
- Dallas – serie TV, un episodio (1984)
- Hunter – serie TV, un episodio (1984)
- Supercar (Knight Rider) – serie TV, un episodio (1985)
- A cuore aperto (St. Elsewhere) – serie TV, un episodio (1985)
- Simon & Simon – serie TV, un episodio (1985)
- Ai confini della realtà (The Twilight Zone) – serie TV, episodio 1x15 (1985)
- MacGyver – serie TV, un episodio (1986)
- Comedy Factory – serie TV, un episodio (1986)
- New York New York (Cagney & Lacey) – serie TV, un episodio (1987)
- Falcon Crest – serie TV, 16 episodi (1988-1989)
- Vittima predestinata (She Was Marked for Murder) – film TV (1988)
- Beautiful (The Bold and the Beautiful) – soap opera (1989-1996)
- TV 101 – serie TV, un episodio (1989)
- Infermiere a Los Angeles (Nightingales) – serie TV, un episodio (1989)
- Valerie – serie TV, un episodio (1990)
- Dragnet – serie TV, un episodio (1990)
- Bodies of Evidence – serie TV, un episodio (1993)
- E.R. - Medici in prima linea (ER) – serie TV, un episodio (1994)
- N.Y.P.D. (NYPD Blue) – serie TV, un episodio (1995)

## Doppiatori italiani
Nelle versioni in italiano delle opere in cui ha recitato, Michael Fox è stato doppiato da:
- Franco Odoardi ne Il clan dei Barker
- Arturo Dominici in Charlie's Angels
- Sergio Tedesco in Tigre in agguato
- Mario Feliciani in Beautiful
- Max Turilli in Frankenstein Junior